# Smithton (Missouri)
Smithton és una població dels Estats Units a l'estat de Missouri. Segons el cens del 2000 tenia 510 habitants.

## Demografia
Segons el cens del 2000, Smithton tenia 510 habitants, 189 habitatges, i 144 famílies. La densitat de població era de 679 habitants per km².
Dels 189 habitatges en un 43,4% hi vivien nens de menys de 18 anys, en un 53,4% hi vivien parelles casades, en un 19% dones solteres, i en un 23,3% no eren unitats familiars. En el 20,1% dels habitatges hi vivien persones soles el 9,5% de les quals corresponia a persones de 65 anys o més que vivien soles. El nombre mitjà de persones vivint en cada habitatge era de 2,7 i el nombre mitjà de persones que vivien en cada família era de 3,08.
Per edats la població es repartia de la següent manera: un 32,7% tenia menys de 18 anys, un 8% entre 18 i 24, un 29,4% entre 25 i 44, un 19,4% de 45 a 60 i un 10,4% 65 anys o més.
L'edat mediana era de 33 anys. Per cada 100 dones de 18 o més anys hi havia 91,6 homes.
La renda mediana per habitatge era de 32.321 $ i la renda mediana per família de 38.125 $. Els homes tenien una renda mediana de 27.303 $ mentre que les dones 20.125 $. La renda per capita de la població era de 16.320 $. Entorn del 5,5% de les famílies i el 6,3% de la població estaven per davall del llindar de pobresa.

## Poblacions més properes
El següent diagrama mostra les poblacions més properes.